# Circuit international de Sentul
Le Sentul International Circuit est un complexe sportif destiné aux sports mécaniques situé à Bogor, en Indonésie.

## Historique
Le circuit a été conçu en 1990 pour y accueillir la Formule 1 mais les virages serrés et le manque de sécurité le rendent incompatible avec cette compétition.
Il a d'abord accueilli le championnat du monde de Superbike de 1994 à 1997.
Il a également accueilli le Grand Prix moto d'Indonésie à deux reprises en 1996 et 1997 avant d'être abandonné à la suite de la crise asiatique de 1997 et du revers de fortune de son promoteur. Il a été prévu qu'il revienne à l'horizon 2017. L'épreuve fait finalement son retour en 2022 sur le circuit de Mandalika.
Le circuit a aussi été pressenti pour l'organisation d'une épreuve des Asian Le Mans Series en 2012.